# Cordillera norte

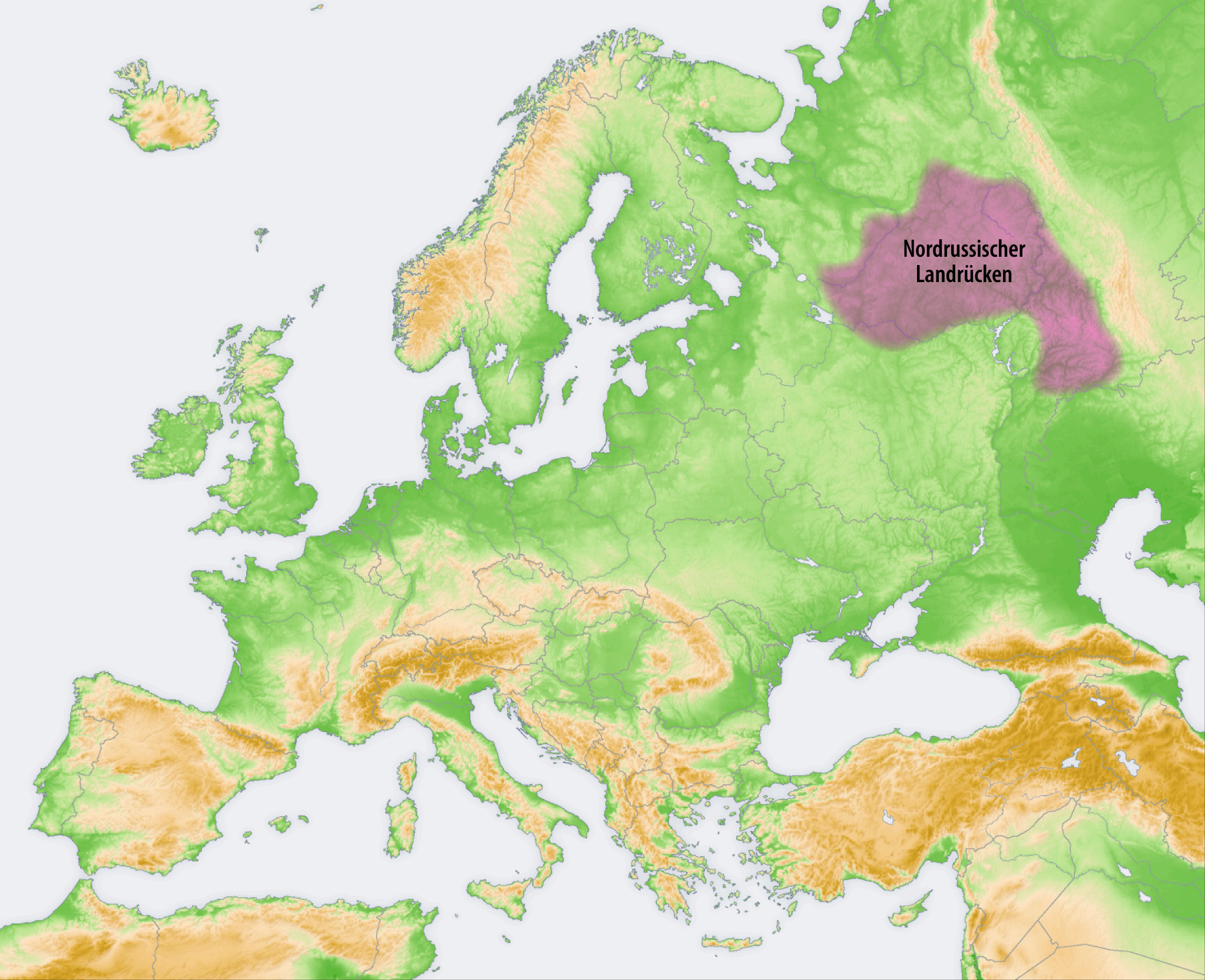
Ubicación de Cordillera norte (púrpura) en el mapa topográfico de Europa.

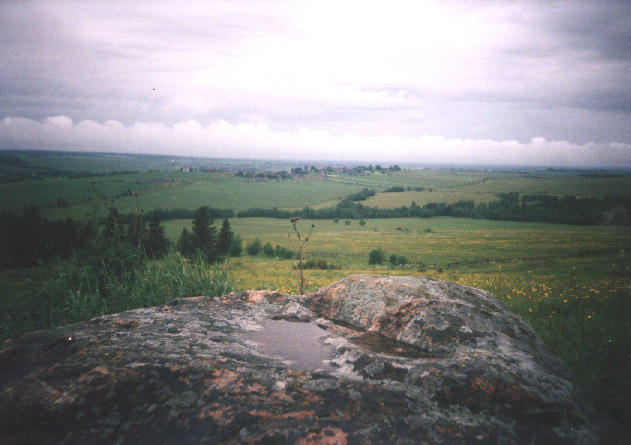
Isakova Gora, el punto más alto de la cordillera.

La Cordillera Norte, Uvaly Norte, Severnyye Uvaly (en ruso: Северные Увалы), es la cadena de colinas en la parte norte de la llanura europea oriental en Rusia. La Cordillera Norte divide las cuencas del río Dviná Septentrional (norte) y el río Volga (sur). La cadena está ubicada aproximadamente en dirección oeste-este, entre el nacimiento del río Kostromá y los nacimientos del río Víchegda y el río Kama. La Cordillera Norte tiene aproximadamente 200 kilómetros de largo. A grandes rasgos, la cadena está limitada al norte por los valles de Sújona y Víchegda, y al sur por el curso del Volga al oeste y por el curso del Kama al este.
Administrativamente, la Cordillera Norte está situada en Kostromá, Vólogda, las provincias de Kírov, la República de Komi y el Krai de Perm de Rusia.
El paisaje de la Cordillera Norte tiene su origen en la Edad del Hielo y tiene un carácter glaciar. Las colinas fueron erosionadas y pulidas por los glaciares y actualmente alcanzan una altura de 293 metros (en el distrito de Babushkinsky, óblast de Vologda). Los ríos fluyen en profundos barrancos. Los principales ríos que nacen en la Cordillera Norte son el Yug, el Luza, el Unzha, el Sysola y el Moloma.